# Problème public
Un problème public, ou problème politique, est un problème qui suscite l'intérêt d'autorités publiques, et qui appelle à un débat public. Le terme revêt deux sens : il ouvre un débat public par sa publication et il amène à repenser les politiques publiques alors en place. Pour Jean-Gustave Padioleau, c'est "un problème perçu comme appelant un débat public voire l’intervention des autorités publiques légitimes." Pour d'autres, comme Pierre Favre, c'est "un problème qui contraint l’ensemble des acteurs politiques à prendre position à son sujet." L'émergence d'un problème public passe par sa mise sur l'agenda politique, c'est-à-dire par sa prise en compte par le pouvoir public. 
La sociologie cherche aujourd'hui, et ce depuis les années 1970, à souligner l'importance du fait que les problèmes publics sont construits et non naturels comme on pourrait instinctivement le penser : c'est le cas par exemple des morts liés à l'ivresse au volant. Cette construction passe par différentes étapes, par des luttes définitionnelles menées par des "entrepreneurs de morale" ou "entrepreneurs de cause" ainsi que par la recherche de "solutions" institutionnelles. Ce processus de construction exerce une contrainte sur les agents qui souhaitent proposer une définition alternative d'un problème et/ou des solutions à lui apporter.  